# سینار (هند)
سینار (به انگلیسی: Sinnar) یک زیستگاه انسانی در هند است که در ناحیه ناشیک واقع شده‌است.

## خصوصیات
سینار ۲۵ کیلومترمربع مساحت و ۳۱٬۷۲۷ نفر جمعیت دارد و ۶۵۱ متر بالاتر از سطح دریا واقع شده‌است.